# Clementina Black
Clementina Maria Black (Brighton, 27 de juliol de 1853 – íd., 19 de desembre de 1922) va ser una escriptora anglesa, reformadora social, feminista i pionera sindicalista, estretament connectada amb el marxisme i la societat fabiana. Va treballar pels drets de les dones en l'àmbit laboral i a favor del sufragi femení.

## Biografia
Clementina Black va néixer a Brighton i va ser una dels vuit fills del matrimoni format per l'advocat David Black i Clara Maria Patten. Black va ser educada a casa, principalment per la seva mare, i va arribar a dominar els idiomes francès i alemany.
En 1875, la seva mare va morir a causa d'un atac cardíac provocat per l'esforç d'aixecar al seu marit, que havia perdut l'ús de totes dues cames. Clementina Black, com a filla gran, va quedar a càrrec del pare, germans i germanes, a més de fer la seva feina com a docent. Amb el seu sou de mestra mantingué els seus germans, entre els quals hi havia Constance Garnett, que seria traductora i la primera persona a traduir Lev Tolstoi, Fiódor Dostoievski i Anton Txékhov a l'anglès, i Arthur Black, que es faria matemàtic. A la dècada de 1880 es van traslladar a Fitzroy Square, a Londres, on Clementina Black es va dedicar a estudiar els problemes socials –aviat esdevindria una líder sindical–, a seguir la seva vocació literària i dictar conferències sobre literatura del segle xviii.

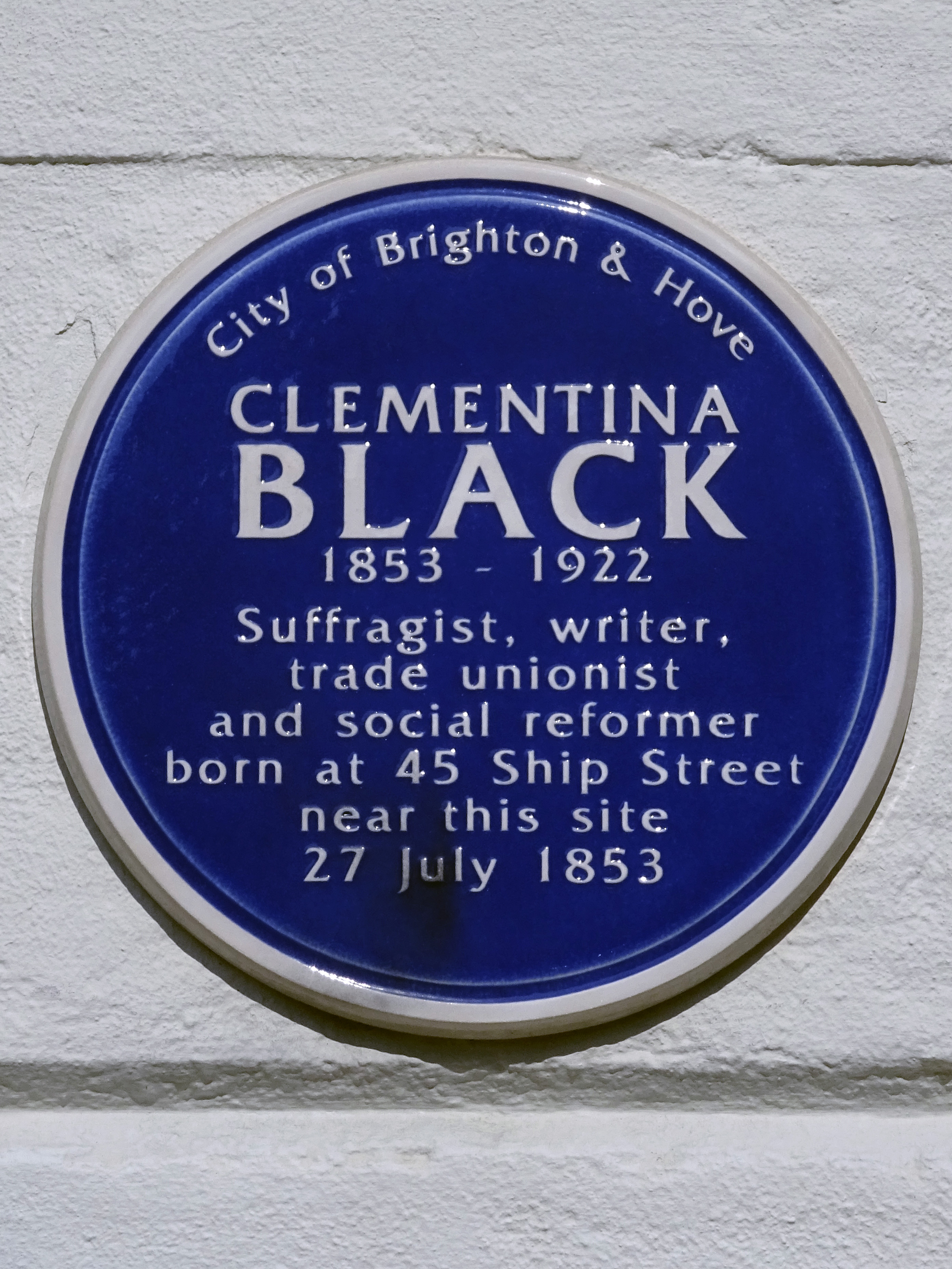
Placa a la casa on nasqué Clementina Black, a Brighton

## Trajectòria
Black va entrar en contacte amb socialistes marxistes i fabians, com Olive Shreiner, Dolly Maitland Ratford i Richard Garnett, del Museu Britànic i anà desenvolupant el seu compromís polític. També es va fer amiga de la família Marx, en particular d'Eleanor Marx, activista política, sindicalista i escriptora.
Va estar involucrada durant un llarg període en els problemes de les dones de la classe treballadora i el moviment sindical emergent. El 1886 es va convertir en secretària honorària de la Women's Trade Union League, com a representant de la qual va recórrer el país propugnant la sindicació de les treballadores. Al 1888 va impulsar una moció en defensa de la igualtat salarial en el Trades Union Congress (Federació de Sindicats). El 1889 va ajudar a formar la Women´s Trade Union Association (Associació de Sindicats de Dones), que més tard es va convertir en el Women´s Industrial Council (Consell Industrial de Dones)
Black va formar part de l'organització de la vaga de l'empresa Brant & May, el 1888. També va participar activament en la Societat Fabiana. El 1895 es va convertir en editora de Women's Industrial News, la revista del Women's Industrial Council, que encoratjava les dones de classe mitjana a investigar i informar sobre les condicions de treball de les dones més pobres -al 1914 havia arribat a la xifra de gairebé 120 oficis investigats. El 1896 va començar a fer campanya per establir un salari mínim legal per a les assistentes domèstiques i per a les obreres del sector tèxtil de Londres. Se li va atribuir la participació en el conflicte laboral de l'empresa Bryant & May, on les treballadores explotades finalment van entrar en acció.
A principis de la dècada de 1900, Black també va participar activament en la florent campanya del sufragi femení, convertint-se en la secretària honorària del Women's Franchise Declaration Committee (Comitè de Declaració de Franquícia de Dones), que va aconseguir reunir 257.000 signatures. Black es va unir a la National Union of Women's Suffrage Societies -NUWSS- (Unió Nacional de Societats de Sufragi de Dones) i a la Societat de Sufragi de Dones de Londres. El 1912-1913, Black va ser editora interina de The Common Cause, l'òrgan del moviment de dones per a la reforma, i feia servir els seus escrits en comptes de l'acció directa per a influir en el canvi.

## Vida privada
Clementina Black va romandre soltera i va criar la seva neboda, Gertrude Speedwell. Se la va endur a viure amb ella després que el pare de la nena –el seu germà Arthur– assassinés la seva dona i després se suïcidés.

## Escrits
La primera de les set novel·les de Black, A Sussex Idyl, es va publicar el 1877. An Agitator (1894) es referia a un líder de vaga socialista. Eleanor Marx el va descriure com «un relat realista del moviment obrer britànic». Entre els seus altres textos, no polítics, l'últim, The Linleys of Bath (1911), es troba entre els més reeixits.
Les dues obres polítiques de Black, Sweated Industry and the Minimal Wage (1907) i Makers of our Clothes: a Case for Trade Boards (juntament amb C. Meyer, 1909) van ser denominades «poderoses obres de propaganda».

### Obra
- A Sussex Idyl (novel·la, 1877)
- Orlando (novel·la, 1879)
- Mericas and other stories (1880)
- Miss Falkland and other stories (1892)
- An Agitator (1894)
- Amb Stephen N. Fox. The Truck Acts: what they do, and what they ought to do (1894)
- The Princess Désirée (1896)
- The Pursuit of Llitera (1899)
- Frederick Walker (1902)
- Kindergarten Plays (1903)
- Sweated Industry and the Minimum Wage (1907)
- Caroline (1908)
- A Case for Trade Boards (1909)
- Amb Adele Meier. Makers of our Clothes: a case for trade boards. Being the results of a year's investigation into the work of women in London in the tailoring, dressmaking, and underclothing trades (1909)
- The Lindleys of Bath (1911)
- Married Women's Work (1915)
- A New Way of Housekeeping (1918)